# George Hunt Williamson
George Hunt Williamson (9 tháng 12, 1926 – Tháng 1, 1986), còn gọi là Michael d'Obrenovic và Anh Philip, là một người tiếp xúc UFO, nhà ngoại cảm và tác giả siêu hình người Mỹ nổi tiếng vào những năm 1950.

## Tiểu sử
Williamson, sinh ra ở Chicago, cha là George Williamson và mẹ là Bernice Hunt, có lối sống theo hướng thần bí hồi còn độ tuổi thiếu niên, nhưng đã chuyển một số sự nhiệt tình huyền bí của mình sang chủ đề những chiếc đĩa bay vào cuối những năm 1940. Ông là một sinh viên khảo cổ học ít nhất là vào đầu năm 1946 khi ông ghi chép một di chỉ ở miền nam Illinois. Đến năm 1949, ông là sinh viên ngành nhân loại học tại Đại học Arizona và đã làm nghiên cứu thực địa khảo cổ học tại Quận Lincoln, New Mexico. Vào tháng 10 năm 1949, ông giúp thành lập Hội Khảo cổ học Quận Yavapai ở Prescott, Arizona là nơi ông sống cho đến tận năm 1955. Mặc dù ông dường như không còn hoạt động lâu dài, hiệp hội này là nền tảng của một nhóm khảo cổ học vẫn còn hoạt động. Dựa trên nghiên cứu thực địa ở miền bắc Mexico, ông đã xuất bản một bài viết về fiestas. Dù không rõ chi tiết, ông đã bị đuổi khỏi trường đại học trên cơ sở học tập vào đầu năm 1951 và xem ra chưa bao giờ nhận được bằng đại học, dù ông thường đặt chức danh "Tiến sĩ" ngay trước tên mình.

## Sự nghiệp
Sau khi đọc cuốn sách Star Guests (1950) của William Dudley Pelley, Williamson đã làm việc một thời gian cho tổ chức tôn giáo của Pelley, giúp đem in ấn phẩm hàng tháng Valor của ông này. Pelley đã tạo ra một lượng lớn thông tin liên lạc với "những sinh vật có trí tuệ tiên tiến" thông qua lối viết tự động, và hiển nhiên là một nguồn cảm hứng ngay lập tức cho Williamson, người kết hợp niềm đam mê của mình giữa chủ nghĩa huyền bí và đĩa bay bằng cách cố gắng liên lạc với các phi hành đoàn đĩa bay bằng một cái bàn cầu cơ. Sau khi nghe về sự thờ phượng tôn giáo trên chiếc đĩa bay của George Adamski, có lẽ thông qua Pelley, Williamson và vợ ông, và các tín đồ đĩa bay Alfred và Betty Bailey, đã trở thành du khách thường xuyên đến công xã của Adamski ở Palomar Gardens và cuối cùng là thành viên giáo phái phụ lưu Thông Thiên học của Adamski. Họ đã chứng kiến Adamski chuyển vận qua "thần giao cách cảm" và băng ghi âm những thông điệp từ chủng loài Space Brothers dạng người thân thiện sinh sống trên mọi hành tinh trong hệ Mặt Trời. Vợ chồng Williamson, Bailey và hai đệ tử Adamski khác đã trở thành "nhân chứng" cho cuộc gặp gỡ đầy khả nghi của Adamski với Orthon, một người đàn ông tóc vàng đẹp trai đến từ Sao Kim, gần Trung tâm Sa mạc, California vào ngày 20 tháng 11 năm 1952. Trên thực tế "nhân chứng" đã trải nghiệm chẳng có gì nhiều hơn là Adamski bảo họ chờ đợi và ở lại trong khi ông ta băng qua một ngọn đồi, rồi trở lại khoảng một giờ sau, với một câu chuyện sơ bộ về vụ trải nghiệm của ông ta - một câu chuyện sau đó đã thay đổi rất nhiều cho việc xuất bản cuốn sách Đĩa bay hạ cánh (1953), như chính Williamson đã tiết lộ về sau. Ấn phẩm ban đầu về câu chuyện của Adamski trong một tờ báo Arizona vào ngày 24 tháng 11 năm 1952, đã kích hoạt sự tăng trưởng bùng nổ trong tư cách thành viên của giáo phái Adamski. Williamson và Bailey tiếp tục các buổi cầu cơ, nhận được những tiết lộ cá nhân của riêng họ từ Space Brothers, dẫn đến một sự suy sụp mạnh mẽ với Adamski.
Năm 1954, Williamson và Bailey đã xuất bản cuốn The Saucers Speak nhấn mạnh đến sự liên lạc vô tuyến sóng ngắn đầy khả nghi với các phi công đĩa bay thân thiện, nhưng thực tế phụ thuộc vào hầu hết nội dung của nó tại các buổi cầu cơ mà Bailey và Williamson thường xuyên tổ chức từ năm 1952 trở đi. Họ nghe ngóng từ Actar Sao Thủy, Adu từ hành tinh Hatonn ở Andromeda, Agfa Affa từ Sao Thiên Vương, Ankar-22 Sao Mộc, Artok Sao Diêm Vương, Awa từ Không gian ngoài thiên thể, Garr từ Sao Diêm Vương, Kadar Lacu từ Sao Thổ, Karas từ Space Brother, Lomec từ Sao Kim, Nah-9 từ Sao Hải Vương, Noro từ Hạm đội Đĩa bay, Oara Sao Thổ, Ponnar từ hành tinh Hatoon (có lẽ không phải là Ponnar cùng là người liên lạc độc quyền của Frances Swan), Regga Sao Hỏa, Ro từ hành tinh Torresoton, Sedat từ hành tinh Hatonn, Suttku Sao Thổ, Terra Sao Kim, Wan-4 từ hành tinh Safanian, Zago Sao Hỏa và Zo Sao Hải Vương. Những cuộc tiếp xúc "cầu cơ" này đều tốt nếu không thông thạo tiếng Anh, nhưng vài báo cáo liên lạc vô tuyến bằng mã Morse quốc tế, để lại một chút ít thỉnh cầu. Ví dụ: "AFFA FROM THE P. RA RRR OK K5 K5 FROM THE PLA CHANT RRT IT." Có lẽ bị ảnh hưởng bởi Bí ẩn Shaver, Williamson cũng tiết lộ rằng trong khi hầu hết người ngoài hành tinh trong vũ trụ đều tốt bụng và hữu ích, lại có một số những chủng tộc rất xấu xa nằm gần chòm sao Orion và hướng đến Trái Đất bằng vũ lực, nghiêng về việc chinh phục nhân loại.
Williamson trở thành một đối thủ khó hiểu hơn đối với Adamski, cuối cùng kết hợp kênh liên hệ của riêng mình và niềm tin của một giáo phái tiếp xúc UFO nhỏ được gọi là Brotherhood of the Seven Rays, dưới sự lãnh đạo của Marion Dorothy Martin, nhằm sản xuất một loạt sách về lịch sử bí mật, cổ xưa của nhân loại: Other Tongues—Other Flesh (1957), Secret Places of the Lion (1958), UFOs Confidential với John McCoy (1958), Road in the Sky (1959) và Secret of the Andes (1961). Những cuốn sách này, khi không viết lại Kinh Cựu Ước và Tân Ước để mô tả từng nhân vật quan trọng như là sự tái sinh của một trong sáu hoặc tám "thực thể" khác nhau, đã mở rộng dựa trên các giáo lý thông thường của Thuyết thần trí thế kỷ 19 mà Space Brothers thân thiện trong quá khứ xa xưa đã dạy cho loài người những kiến thức cơ sở của nền văn minh và, theo Williamson, người vũ trụ cũng đã giúp đỡ nhân loại trong việc thành lập các tôn giáo Do Thái giáo và Kitô giáo, mạo danh "các vị thần" và cung cấp "phép lạ" khi cần thiết. Williamson còn thêm mắm thêm muối vào những cuốn sách của ông với những tiết lộ bổ sung về cầu cơ cho thấy một số nền văn minh cổ đại Nam, Trung và Bắc Mỹ thực sự được khởi đầu như là thuộc địa của những chủng tộc ngoài hành tinh dạng người. Williamson có thể được coi là một tiền thân có khuynh hướng huyền bí hơn của Erich von Däniken; cuốn Secret Places of the Lion cũng biểu lộ ảnh hưởng tường tận và rõ rệt của học giả nổi danh người Nga Immanuel Velikovsky.
Giống như vai trò kiểu mẫu của Adamski, Williamson rất thích đề cập đến bản thân mình là "giáo sư", và tự xưng có một quá trình đào tạo học thuật rộng lớn, mà trên thực tế là hoàn toàn không tồn tại. Vào cuối những năm 1950, ông đã rút khỏi cảnh tượng người tiếp xúc UFO và thậm chí còn thay đổi tên gọi của mình, bịa ra gia cảnh và học thuật giả mạo mới để song hành cùng với cái tên mới, trong khi vẫn tiếp tục sống ở California. Cuốn sách năm 1961 của ông được xuất bản dưới một bút danh khác. Ít ai biết rõ về cuộc đời sau này của ông kể từ năm 1961 và cái chết được trình báo của ông vào năm 1986, ngoài ra trong khoảng thời gian đó ông được thụ phong linh mục của Giáo hội Nestorius, thực ra là Giáo hội Phương Đông Assyria. Tính đến năm 2006, một số đầu sách của ông vẫn đang được in, dưới dạng ấn bản bìa mềm. Những người tiếp xúc UFO nổi tiếng khác duy nhất trong thập niên 1950 vẫn còn có sách in là Daniel Fry và Truman Bethurum.

## Tác phẩm
- Other Tongues—Other Flesh (1953) Amherst Press. Reprinted as Other Tongues—Other Flesh Revisited: Ancient Mysteries Collide With Today's Cosmic Realities (2012) by Global Communications, with additional material by Timothy Green Beckley, Joshua Shapiro and Sean Casteel. ISBN 1-60611-052-7.
- The Saucers Speak: A Documentary Report of Interstellar Communication by Radiotelegraphy with Alfred C. Bailey (1954) New Age Publishing Co. Reprinted as Other Voices (1995) by Abelard Productions, Inc. ISBN 0-938294-64-4. Reprinted as The Saucers Speak: Calling All Occupants of Interplanetary Craft (2007 and 2012) by Global Communications, with additional material by Timothy Green Beckley and Sean Casteel. ISBN 1-60611-132-9.
- Secret Places of the Lion (1958) Neville Spearman Ltd. Reprinted by Futura Publications Limited, 1974. ISBN 0-8600-7011-5. Reprinted by Destiny Books, 1989. ISBN 0892816015.
- UFOs Confidential: The Meaning Behind the Most Closely Guarded Secrets of All Time, with John McCoy (1958) Essene Press.
- Road in the Sky (1959) Neville Spearman Ltd. Reprinted by Futura Publications Limited, 1975. ISBN 0-8600-7144-8. Reprinted as Traveling the Path Back to the Road in the Sky: A Strange Saga of Saucers, Space Brothers & Secret Agents (2012) by Global Communications, with additional material by Timothy Green Beckley, Nick Redfern and Brad Steiger. ISBN 1-60611-133-7.
- Secret of the Andes, as Brother Philip (1961) Neville Spearman Ltd. Reprinted as Secret of the Andes and the Golden Sun Disc of MU (2008) by Global Communications, with additional material by Timothy Green Beckley, Joshua Shapiro, John J. Robinson, Brent Raynes, Charles A. Silva and Harold T. Wilkins. ISBN 1-60611-053-5.